# Швейцария на летних Олимпийских играх 1984
Швейцария принимала участие в Летних Олимпийских играх 1984 года в Лос-Анджелесе (США) в двадцатый раз, и завоевала четыре серебряные и четыре бронзовые медали. Сборная страны состояла из 129 спортсменов (102 мужчины, 27 женщин).

## Медалисты
| Медаль  | Спортсмен                                               | Вид спорта      | Дисциплина                                            |
| ------- | ------------------------------------------------------- | --------------- | ----------------------------------------------------- |
| Серебро | Кристин Штюкельбергер Отто Хофер Ами де Бари            | Конный спорт    | Выездка, командное первенство                         |
| Серебро | Альфред Ахерманн Рихард Тринклер Лорен Виаль Бенно Висс | Велоспорт       | Мужчины, командная раздельная гонка                   |
| Серебро | Даниэль Нипков                                          | Стрельба        | Мужчины, малокалиберная винтовка с трёх позиций, 50 м |
| Серебро | Маркус Риффель                                          | Лёгкая атлетика | Мужчины, 5000 м                                       |
| Бронза  | Отто Хофер                                              | Конный спорт    | Выездка, личное первенство                            |
| Бронза  | Адельхайд Роббиани                                      | Конный спорт    | Конкур, личное первенство                             |
| Бронза  | Этьен Дагон                                             | Плавание        | Мужчины, 200 м брассом                                |
| Бронза  | Хуго Диче                                               | Борьба          | Мужчины, греко-римская борьба, до 62 кг               |

## Результаты соревнований

### Академическая гребля
В следующий раунд из каждого заезда проходили несколько лучших экипажей (в зависимости от дисциплины). В финал A выходили 6 сильнейших экипажей, ещё 6 экипажей, выбывших в полуфинале, распределяли места в малом финале B.
Мужчины
| Соревнование | Спортсмены                   | Предварительный заезд | Предварительный заезд | Предварительный заезд | Отборочный заезд | Отборочный заезд | Отборочный заезд | Полуфинал | Полуфинал | Полуфинал | Финал   | Финал   | Итоговое место |
| Соревнование | Спортсмены                   | Заезд                 | Время                 | Место                 | Заезд            | Время            | Место            | Заезд     | Время     | Место     | Время   | Место   | Итоговое место |
| ------------ | ---------------------------- | --------------------- | --------------------- | --------------------- | ---------------- | ---------------- | ---------------- | --------- | --------- | --------- | ------- | ------- | -------------- |
| двойки       | Маркус Векслер Альфред Фишер | 2                     | 7:03,28               | 5                     | 1                | 7:02,94          | 1 Q              | 2         | 7:05,81   | 4 QB      | Финал B | Финал B | 11             |
| двойки       | Маркус Векслер Альфред Фишер | 2                     | 7:03,28               | 5                     | 1                | 7:02,94          | 1 Q              | 2         | 7:05,81   | 4 QB      | 7:07,00 | 5       | 11             |